# Дідрик рудоголовий
Ді́дрик рудоголовий (Chrysococcyx ruficollis) — вид зозулеподібних птахів родини зозулевих (Cuculidae). Ендемік Нової Гвінеї.

## Опис
Довжина птаха становить 16 см. Голова, горло і груди рудувато-коричневі, верхня частина тіла темно-зелена, нижня частина тіла і боки білі, поцятковані поперечними зеленими смугами. У самців верхня частина тіла має коричнево-фіолетовий відблиск.

## Поширення і екологія
Рудоголові дідрики мешкають в горах Центрального хребта Нової Гвінеї, а також трапляються в горах на півострові Чендравасіх. Вони живуть у вологих гірських тропічних лісах. Зустрічаються на висоті від 1800 до 2600 м над рівнем моря. Живляться гусінню і комахами. Як і багато інших видів зозуль, практикують гніздовий паразитизм, відкладаючи яйця в гнізда іншим птахам.